# Proletarci vseh dežel, združite se!
Politično geslo »Proletarci vseh dežel, združite se!« (nemško Proletarier aler Länder vereinigt Euch!; rusko Пролетарии всех стран, соединяйтесь!, Proljetarii vsjeh stran, sojedinjajtjes'!) je eno izmed najslavnejših in najpomembnejših gesel komunističnega gibanja. S tem geslom sta Karl Marx in Friedrich Engels leta 1848 zaključila Manifest komunistične partije. Bistvo slogana je, da bi morali proletarci (pripadniki delavskega razreda) po vsem svetu sodelovati, da bi premagali kapitalizem in dosegli zmago v razrednem boju.

## Geslo kot uradni moto
Geslo uporabljeno kot uradni moto Sovietske zveze in njenih satelitskih držav:
- Armensko: Պրոլետարներ բոլոր երկրների, միացե՛ք
  - Latinica: Proletarner bolor yerkrneri, miats'ek'!
- Azerbajdžansko: Bütün ölkələrin proletarları, birləşin!
  - Cirilica: Бүтүн өлкәләрин пролетарлары, бирләшин!
- Belorusko: Пралетарыі ўсіх краін, яднайцеся!
  - Łacinka: Praletaryji ŭsich krajin, jadnajciesia!
- Estonsko: Kõigi maade proletaarsed, ühinege!
- Finsko: Kaikkien maiden proletaarit, liittykää yhteen! (Karelsko-finska SSR)
- Gruzinsko: პროლეტარებო ყველა ქვეყნისა, შეერთდით!
  - Latinica: Proletarebo q'vela kveq'nisa, sheertdit!
- Kazaško: Барлық елдердің пролетарлары, бірігіңдер!
  - Latinica: Barlyq elderdiń proletarlary, birigińder!
- Kirgiško: Бардык өлкөлордүн пролетарлары, бириккиле!
  - Latinica: Bardıq ölkölordün proletarları, birikkile!
- Latvijsko: Visu zemju proletārieši, savienojieties!
- Litovsko: Visų šalių proletarai, vienykitės!
- Romunsko: Proletari din toate țările, uniți-vă!
  - Cirilica: Пролеиарь дин тоате цэриле, уници-вэ!
- Rusko: Пролетарии всех стран, соединяйтесь!
  - Latinica: Proletarii vsekh stran, soyedinyaytes'!
- Tadžiško: Пролетарҳои ҳамаи мамлакатҳо, як шавед!
  - Latinica: Proletarhoi hamai mamlakatho, yak shaved!
- Turkmensko: Ähli ýurtlaryň proletarlary, birleşiň!
  - Cirilica: Әхли юртларың пролетарлары, бирлешиң!
- Ukrajinsko: Пролета́рі всіх краї́н, єдна́йтеся!
  - Latinica: Proletari vsikh krayin, yednaytesya!
- Uzbeško: Butun dunyo proletarlari, birlashingiz!
  - Cirilica: Бутун дунё пролетарлари, бирлашингиз!

Nemška demokratična republika:
- Nemško: Proletarier aller Länder, vereinigt Euch!

Slovaška sovjetska republika in Češkoslovaška socialistična republika:
- Češko: Proletáři všech zemí, spojte se!
- Slovaško: Proletári všetkých krajín, spojte sa!

Madžarska ljudska republika:
- Madžarsko: Világ proletárjai, egyesüljetek!

Socialistična republika Romunija:
- Romunsko: Proletari din toate țările, uniți-vă!

Ljudska socialistična republika Albanija:
- Albansko: Proletarë të të gjitha vendeve, bashkohuni!

Ljudska republika Bolgarija:
- Bolgarsko: Пролетарии от всички страни, съединявайте се!
  - Latinica: Proletarii ot vsichki strani, saedinyavayte se!"

Demokratična republika Afganistan:
- Dari (perzijsko): کارگران جهان متحد شوید
  - Latinica: Kârgarân-e jahân mottahed šavid!

Mongolska ljudska republika:
- Mongolsko: Орон бүрийн пролетари нар нэгдэгтүн!
  - Latinica: Oron bürijn proletari nar negdegtün!

Tuvanska ljudska republika:
- Tuvansko: Бүгү телегейниң пролетарлары болгаш дарлаткан араттары каттыжыңар!
  - Latinica: Pygy telegejniꞑ proletarlarь polgaş tarlatkan arattarь kattьƶьꞑar!

Ljudska republika Benin in Demokratična republika Madagaskar:
- Francosko: Prolétaires de tous les pays, unissez-vous!

Demokratična republika Madagaskar:
- Madagaskarsko: Mpiasa eran'izao tontolo izao, mampiray!